# Малая Вирова
Малая Вирова — деревня в Устьянском районе Архангельской области.

## География
Находится в южной части Архангельской области на расстоянии приблизительно 8 км на юго-восток по прямой от административного центра района поселка Октябрьский.

## История
В 1939 году уже отмечалась как деревня Вировская Малая Вировского сельсовета Устьянского района. До 2022 года входила в Малодорское сельское поселение до его упразднения.

## Население
Численность населения: 91 человек (русские 96 %) в 2002 году, 62 в 2010.